# Эскудеро, Эухения
Эухе́ния Эскуде́ро Лава́т (в замужестве — Бекхофф) (исп. Eugenia Escudero Lavat (Beckhoff), 26 ноября 1914, Мехико, Мексика — 18 января 2011, Энсенада, Мексика) — мексиканская фехтовальщица. Участвовала в летних Олимпийских играх 1932 года.

## Биография
Эухения Эскудеро родилась 26 ноября 1914 года в Мехико.
Фехтованию на рапирах и саблях и стрельбе из винтовки и пистолета научилась у отца Анхеля Эскудеро, оружейного мастера военного училища в Мехико. Вместе с сёстрами Каролиной и Эсперансой участвовала в местных соревнованиях по фехтованию и стрельбе и выигрывала их. В 1932 году победила на национальном отборочном турнире по фехтованию на рапирах.
В 1932 году вошла в состав сборной Мексики на летних Олимпийских играх в Лос-Анджелесе. Выступала в индивидуальном турнире по фехтованию на рапирах. На групповом этапе заняла последнее, 9-е место, проиграв все шесть поединков: с Дженни Аддамс из Бельгии — 0:5, Эрной Боген из Венгрии — 2:5, Эллен Прайс из Австрии — 2:5, Пегги Батлер из Великобритании — 2:5, Дороти Локке из США — 2:5, Ингер Клинт из Дании — 2:5. Была знаменосцем сборной Мексики на церемонии открытия Олимпиады.
В 1940 году завершила активные выступления.
Умерла 18 января 2011 года в мексиканском городе Энсенада.